# Coccyzus euleri
Coccyzus euleri là một loài chim trong họ Cuculidae.